# 488 av. J.-C.
Cette page concerne l'année 488 av. J.-C. du calendrier julien proleptique.

## Événements
- 23 août : début à Rome du consulat de Sp. Nautius Rutilus et Sextus Furius Medullinus [1].
- 20 novembre : Coriolan lève le siège de Rome[1].
  - Guerre de Rome contre les Volsques (fin en 486 av. J.-C.) : Coriolan, vainqueur des Volsques, est banni de Rome en 491 av. J.-C. après avoir déclaré, lors d’une famine, que l’on ne devait distribuer du blé à la plèbe qu’après avoir aboli le tribunat. Il se réfugie chez les Volsques, prend leur tête, marche sur Rome mais est tué pour trahison par ceux-ci (sa mère Véturie et sa femme Volumnie avaient réussi à le convaincre de lever le siège de Rome).

- Théron devient tyran d’Agrigente et fonde la dynastie des Emménides[2] (fin en 472 av. J.-C.).
- Suicide de Cléomène ; début du règne de Léonidas, roi de Sparte (fin en 480 av. J.-C.)[3].

## Décès
- Cléomène Ier, roi de Sparte.